# Red Delicious
De Red Delicious is een appelras.

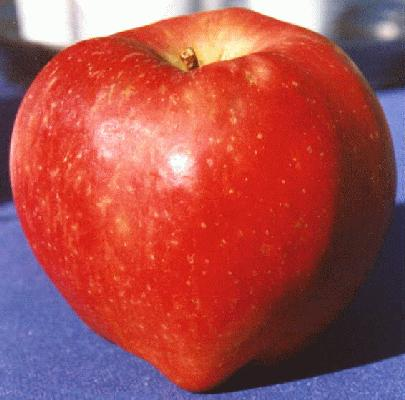
Red Delicious

De appel is te herkennen aan de vijf knokkels (als van een hand) aan de onderkant. De vorm zelf is meer hoog dan breed. De appel werd, voorafgaand aan de commerciële kerstboomversieringen, als decoratie gebruikt.
De smaak is niet overtuigend, maar de kleur is aantrekkelijk egaal paars-donkerrood, vooral wanneer hij is opgepoetst, of zoals in Noord-Amerika gebruikelijk is, is gewaxt.
De Red Delicous is gebruikt in een kruising om de Empire-appel te ontwikkelen.